# Св. св. Теодор Тирон и Теодор Стратилат (Височен)
„Св. св. Теодор Тирон и Теодор Стратилат“ или „Свети Тодор“ (на гръцки: Αγιοι Θεόδωροι) е възрожденска православна гробищна църква в драмското село Височен (Ксиропотамос), Егейска Македония, Гърция.

## История и архитектура
Църквата е гробищен храм, разположен в западната част на селото. Според ктиторския надпис в слепия свод над южния вход църквата е завършена на 15 март 1815 година при управлението на митрополит Партений Драмски.
В архитектурно отношение е трикорабна базилика с дървен покрив, женска църква, трем на западната страна и многоъгълна апсида на изток. Размерите на храма са 15 на 10,60 m.
На патронната икона, разположена вляво от южния вход на иконостаса, непосредствено след силно повредената икона „Света Богородица с младенеца“, в долния десен ъгъл има гръцки надпис на четири реда: „διά σινδρоμής κάι δα / πάνης τоυ τιμη[ό]τάτоν / βγλτζо ρωίδо και τσή(κ)νη(ν) / αγγελ γηώργη γήνη... / ...17...“, тоест „С помощта и на разноските на почтения Вулчо Ройдо и Ци(к)ни(н)... Ангел Гиорги Гини...“ “